# Raymond De Becker
Pour les articles homonymes, voir De Becker (homonymie).
Raymond De Becker (Schaerbeek, Bruxelles, 30 janvier 1912 - Versailles, 18 avril 1969) est un journaliste belge.

## Carrière
Ancien rédacteur à l’Indépendance belge et à l’Avant-garde, Raymond De Becker a publié Pour un ordre nouveau en 1932, La Vie difficile en 1939, Livre des vivants et des morts en 1942.
Il se voit confier la rédaction du Soir censuré durant l'occupation, grâce aux relations qu'il a tissées avec des membres de l'ambassade d'Allemagne. D'abord chef des services rédactionnels et administratifs, il devient officiellement rédacteur en chef du Soir en janvier 1941, lorsque la Propaganda Abteilung relève Horace Van Offel de ses fonctions, mais dans les faits il avait déjà pris sur lui la direction de la rédaction. Mais les relations de De Becker avec les responsables de la Propaganda Abteilung chargés de la censure n'ont jamais été faciles. Même s'il représente une figure importante de la collaboration, il n'abandonne pas cependant ses idées belgicistes, royalistes et unitaires. Il démissionne du Conseil politique de Rex à la suite du discours de Léon Degrelle du 17 janvier proclamant la germanité des Wallons. Ses relations avec l'administration militaire allemande vont se dégrader à un tel point qu'il tient en septembre 1943 une conférence à son journal au cours de laquelle il reconnaît — et déplore — les impasses de la collaboration avec les Allemands. Le 4 octobre 1943, il est privé de ses fonctions de rédacteur en chef et assigné à résidence dans les Alpes bavaroises. À la fin de la guerre, il rentre en Belgique, où il se constitue prisonnier le 9 mai 1945.
Condamné à mort le 24 juillet 1946 par le Conseil de Guerre de Bruxelles, sa peine est par la suite commuée en détention à perpétuité, avant qu'il ne soit finalement gracié le 22 février 1951. Il lui est cependant enjoint de quitter la Belgique et de s'abstenir de toute activité politique ou éditoriale.
Raymond de Becker part s'installer à Paris, où il trouve un emploi d'« inspecteur des ventes dans les librairies suisses ». Durant toutes ses années d'après-guerre, il reste en contact avec son ami Hergé, qui lui vient régulièrement en aide financièrement[réf. nécessaire].
Durant sa détention, Raymond de Becker découvre la psychanalyse et l'œuvre de Carl Gustav Jung, qu'il rencontre par la suite à plusieurs reprises. C'est d'ailleurs lui qui recommande à Hergé de consulter le psychanalyste zurichois Franz Riklin, en avril 1959, alors que le père de Tintin est de nouveau aux prises avec de graves problèmes personnels.
Il continue à publier des ouvrages portant sur des sujets aussi variés que le cinéma, l'homosexualité, les philosophies orientales… Son goût pour le paranormal l'amène aussi à écrire des articles pour la revue Planète.
Raymond de Becker se donne la mort à Versailles le 18 avril 1969.